# Cassandro

Reino de Cassandro
Outros diádocos
Reino de Seleuco I Nicátor
Reino de Lisímaco
Reino de Ptolemeu I Sóter
Epiro
Outros
Cartago
Roma
Colônias gregas

Cassandro (em grego: Κάσσανδρος; romaniz.: Kassandros; c. 350 a.C. – Pela, 297 a.C.) foi rei da Macedónia entre 305 e 297 a.C.. Era filho de Antípatro, um dos diádocos (generais de Alexandre, o Grande), e após a morte de Alexandre, ficou com parte da Grécia. Sete anos depois mandou assassinar Olímpia, mãe de Alexandre. Também mandou assassinar Alexandre IV, o filho que Alexandre teve com Roxana.

## Família
Cassandro era filho de Antípatro, cujo pai se chamava Iolau, e irmão de Iolas, copeiro de Alexandre, e Filipe, general de Cassandro em sua guerra contra a Liga Etólia e o Epiro. Outro possível irmão é Archias, mencionado junto com Iolas como acompanhantes de Niceia, filha de Antípatro, quando esta foi trazida da Macedônia para se casar com Pérdicas.
Algumas das filhas de Antípatro, irmãs de Cassandro, eram:
- Eurídice, esposa de Ptolemeu I Sóter.[5]
- Niceia,[6][7] que se casou com Pérdicas[6] e com Lisímaco.[7]
- Fila, casada com Crátero e com Demétrio Poliórcetes.[8]

Ele se casou com Tessalônica da Macedônia, filha de Filipe II com Nicesipolis, sua esposa ou concubina tessália, originária de Feras. Tessalônica se tornou rainha da Macedônia e mãe de três filhos, Filipe IV da Macedônia, Antípatro II da Macedônia e Alexandre V da Macedônia.

## Reinado de Alexandre
Segundo Plutarco, Alexandre tinha medo de Antípatro e seus dois filhos, Cassandro e Iolas, que era seu copeiro.

## Regência de Pérdicas
Durante a Partilha da Babilônia, Cassandro recebeu a Cária, enquanto o território europeu, entre a Trácia, entregue a Lisímaco, e o Epiro foi dado para Antípatro e Crátero.
Após os gregos terem se submetido a Antípatro, eles também se tornaram submissos a Crátero, que ajudou na guerra, e a Cassandro.
Cassandro executou o orador ateniense Dêmades, alegando que ele havia enviado uma carta a Pérdicas que acusava Antípatro e pedia ajuda para libertar os gregos, após assassinar o filho de Dêmades, em seus braços.
Após o casamento de Niceia, irmã de Cassandro, com Pérdicas, Antígono Monoftalmo se refugiou na Macedônia com Antípatro e Crátero, e estes se rebelaram contra Pérdicas quando este repudiou Niceia e se casou com Cleópatra, irmã de Alexandre.

## Regência de Antípatro
Após uma breve regência de Peithon e Arrideu, Antípatro foi escolhido como regente do Império,  e fez a divisão em satrapias. Nesta partilha, Cassandro se tornou quiliarca da cavalaria.
Cassandro desconfiava de Antígono Monoftalmo, e recomendou a seu pai que tomasse cuidado com ele.
Antipatro morreu depois de viver mais de 80 anos.

## Após a morte de Antípatro
Antípatro nomeou Poliperconte como seu sucessor como regente, o que levou à guerra. Olímpia assassinou Filipe Arrideu e sua esposa Eurídice, e Cassandro, em retaliação, assassinou Olímpia, Roxana e o filho que ela teve com Alexandre, Alexandre IV da Macedónia. Com isso, Antígono Monoftalmo declarou-se rei da Ásia, e os demais sátrapas o seguiram, com Cassandro se declarando rei da Macedônia.[carece de fontes?]
Após a morte de Cassandro e de seu filho mais velho, Filipe IV, seus outros filhos, Antípatro II e Alexandre V, brigaram pelo trono; em poucos anos, todos os descendentes de Cassandro estavam mortos.[carece de fontes?]